# Independent Spirit Awards 2000
La cerimonia di premiazione della 15ª edizione degli Independent Spirit Awards si è svolta il 25 marzo 2000 sulla spiaggia di Santa Monica, California ed è stata presentata da Jennifer Tilly. Buck Henry e Julianne Moore sono stati i presidenti onorari. James Schamus ha pronunciato l'ultimo keynote address della manifestazione.

## Vincitori e candidati
I vincitori sono indicati in grassetto, a seguire gli altri candidati.

### Miglior film
- Election, regia di Alexander Payne
- La fortuna di Cookie (Cookie's Fortune), regia di Robert Altman
- L'inglese (The Limey), regia di Steven Soderbergh
- Una storia vera (The Straight Story), regia di David Lynch
- Sugar Town, regia di Allison Anders e Kurt Voß

### Miglior attore protagonista
- Richard Farnsworth - Una storia vera (The Straight Story)
- John Cusack - Essere John Malkovich (Being John Malkovich)
- Noble Willingham - The Corndog Man
- David Strathairn - Limbo
- Terence Stamp - L'inglese (The Limey)

### Miglior attrice protagonista
- Hilary Swank - Boys Don't Cry
- Reese Witherspoon - Election
- Janet McTeer - In cerca d'amore  (Tumbleweeds)
- Susan Traylor - Valerie Flake
- Diane Lane - A Walk on the Moon - Complice la luna (A Walk on the Moon)

### Miglior regista
- Alexander Payne - Election
- Doug Liman - Go - Una notte da dimenticare (Go)
- Harmony Korine - Julien Donkey-Boy
- Steven Soderbergh - L'inglese (The Limey)
- David Lynch - Una storia vera (The Straight Story)

### Miglior fotografia
- Lisa Rinzler - Tre stagioni (Ba mùa)
- Harlan Bosmajian - La ciudad
- Jeffrey Seckendorf - Judy Berlin
- Anthony Dod Mantle - Julien Donkey-Boy
- M. David Mullen - Twin Falls Idaho

### Miglior sceneggiatura
- Alexander Payne e Jim Taylor - Election
- Kevin Smith - Dogma
- Audrey Wells - Guinevere
- Lem Dobbs - L'inglese (The Limey)
- James Merendino - Fuori di cresta (SLC Punk!)

### Miglior attore non protagonista
- Steve Zahn - Happy, Texas
- Clark Gregg - The Adventures of Sebastian Cole
- Terrence Howard - The Best Man
- Charles S. Dutton - La fortuna di Cookie (Cookie's Fortune)
- Luis Guzmán - L'inglese (The Limey)

### Miglior attrice non protagonista
- Chloë Sevigny - Boys Don't Cry
- Sarah Polley - Go - Una notte da dimenticare (Go)
- Jean Smart - Guinevere
- Barbara Barrie - Judy Berlin
- Vanessa Martinez - Limbo

### Miglior film d'esordio

#### Sopra i500000$
- Essere John Malkovich (Being John Malkovich), regia di Spike Jonze
- Boys Don't Cry, regia di Kimberly Peirce
- Tre stagioni (Three Seasons), regia di Tony Bui
- Tian yu, regia di Joan Chen
- Twin Falls Idaho, regia di Michael Polish

#### Sotto i500000$
- The Blair Witch Project - Il mistero della strega di Blair (The Blair Witch Project), regia di Daniel Myrick ed Eduardo Sánchez
- La ciudad, regia di David Riker
- Compensation, regia di Zeinabu irene Davis
- Judy Berlin, regia di Eric Mendelsohn
- Treasure Island, regia di Scott King

### Miglior sceneggiatura d'esordio
- Charlie Kaufman - Essere John Malkovich (Being John Malkovich)
- Tod Williams - The Adventures of Sebastian Cole
- Kimberly Peirce e Andy Bienen - Boys Don't Cry
- Anne Rapp - La fortuna di Cookie (Cookie's Fortune)
- John Roach e Mary Sweeney - Una storia vera (The Straight Story)

### Miglior performance di debutto
- Kimberly J. Brown - In cerca d'amore  (Tumbleweeds)
- Toby Smith - Drylongso
- Chris Stafford - Edge of Seventeen
- Jessica Campbell - Election
- Jade Gordon - Sugar Town

### Miglior film straniero
- Lola corre (Lola rennt), regia di Tom Tykwer
- Mio figlio il fanatico (My Son the Fanatic), regia di Udayan Prasad
- Rosetta, regia di Jean-Pierre e Luc Dardenne
- Tutto su mia madre (Todo sobre mi madre), regia di Pedro Almodóvar
- Topsy-Turvy - Sotto-sopra, regia di Mike Leigh

### Truer Than Fiction Award
- Owsley Brown - Night Waltz: The Music of Paul Bowles
- Rory Kennedy - American Hollow
- Nanette Burstein e Brett Morgen - On the Ropes
- Michael Camerini e Shari Robertson - Well-Founded Fear

### Producers Award
- Pamela Koffler - I'm Losing You
- Christine K. Walker - Backroads e Homo Heights
- Eva Kolodner - Boys Don't Cry
- Paul S. Mezey - La ciudad

### Someone to Watch Award
- Cauleen Smith - Drylongso
- Lisanne Skyler - Getting to Know You
- Dan Clark - The Item
- Julian Goldberger - Trans